# Charles Jacques Huault de Montmagny
Pour les articles homonymes, voir Huault et Montmagny.
Charles Jacques Huault de Montmagny, baptisé à Paris le 11 mars 1601 et mort à Cayonne à Saint-Christophe le 4 juillet 1657, est chevalier de l'ordre de Saint-Jean de Jérusalem. Il est gouverneur général de la Nouvelle-France de 1636 à 1648 et, pour les Hospitaliers, bailli gouverneur général de Saint-Christophe de 1652 à sa mort.

## Biographie

### Origine et famille
Charles Jacques naît dans une famille noble les Huault de la seigneurie de Montmagny, près de Paris. Éduqué par les Jésuites, il est reçu dans l'ordre de Saint-Jean de Jérusalem le 3 août 1622. Chevalier de Malte, il fait ses caravanes et participe à plusieurs opérations en mer Méditerranée, combattant les Turcs et les corsaires d’Alger et de Tripoli.
Le cardinal de Richelieu l'invite ensuite à joindre la Compagnie de la Nouvelle-France, dont il devient l'un des directeurs en 1632.

### En Nouvelle-France
Il est nommé gouverneur de la Nouvelle-France le 15 janvier 1636 et il arrive dans la colonie le 12 juin.
Durant son administration, il a contribué à la défaite des Iroquois et conclu avec eux une paix durable à Trois-Rivières en 1645.
Il a également encouragé la poursuite des explorations du territoire et à l'agrandissement de la Nouvelle-France par les Jésuites au nord et à l’ouest au-delà des limites connues.
Il fut le premier gouverneur de la Nouvelle-France nommé Onontio ou « Grande Montagne » par les Amérindiens du Canada et des Grands Lacs. Ce titre, qui sera porté par tous les gouverneurs par la suite, jusqu'à la chute du Canada français, est censé traduire le nom « Montmagny » dont l'étymologie serait Mons Magnus.
Il fut renommé trois fois en 1639, 1642 et 1645. Il est remplacé par Louis d'Ailleboust de Coulonge qui est nommé le 2 mars 1648, il le reçoit avec faste le 20 août et quitte la colonie le 23 septembre.

### Dans les Antilles
Montmagny, à son retour en France, est nommé receveur au grand prieuré de France par le grand maître Jean-Paul de Lascaris-Castellar. Ce dernier lui confia, en 1652, le gouvernement de Saint-Christophe. L'ordre de Saint-Jean de Jérusalem, qui venait d'acheter l'île de Saint-Christophe et ses dépendances (Saint-Martin et Saint-Barthélemy) pour 120 000 écus à la Compagnie des Isles d'Amérique. Il devait être le successeur du gouverneur général Philippe de Longvilliers de Poincy. Celui-ci se montra réfractaire à céder son poste. Pour éviter un affrontement comme il y en eut un avec Noël Patrocle de Thoisy, Montmagny, selon le dominicain Jean-Baptiste Du Tertre, se retire à Cayonne, petit hameau de l'île, et y vécut retiré en tant que particulier privé attendant la mort de Longvilliers de Poincy pour lui succéder. Au bout du compte, il mourut avant Poincy le 4 juillet 1657.

## Hommages

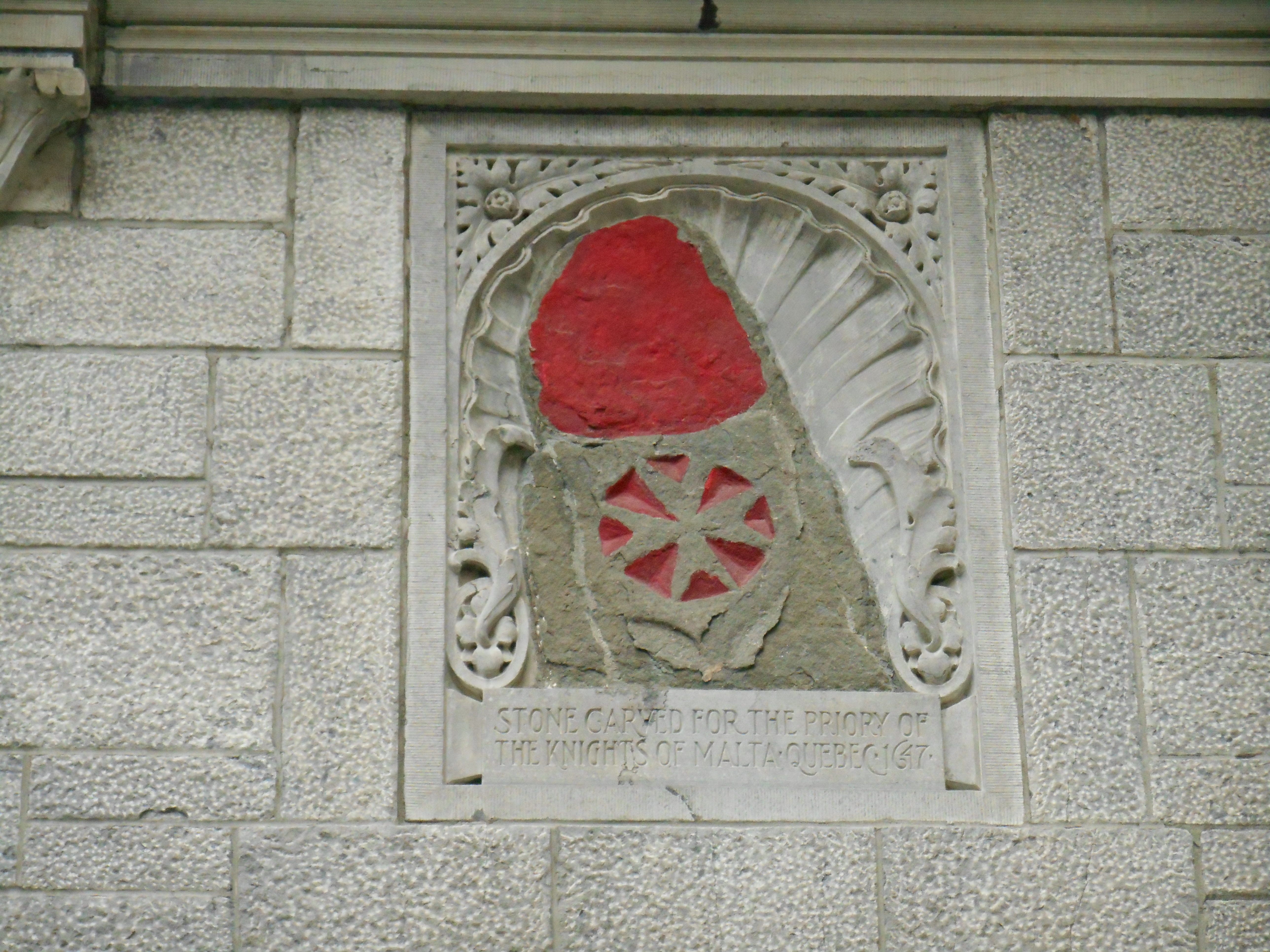
La pierre de la Croix de Malte, aujourd'hui située au-dessus de la porte piétonne du château Frontenac, est une commande de Huault en 1647.

Le Gouverneur Montmagny est l'un des personnages importants de  L'Autre Monde (en) (1657) de Cyrano de Bergerac, au début de la première partie intitulée Histoire comique des États et Empires de la Lune. Ce roman dans lequel Cyrano se met en scène est considéré comme le premier roman de science-fiction. Montmagny, qui est sur le point d'attaquer les Iroquois, y tient une conversation philosophique avec Cyrano peu de temps avant que celui-ci décolle pour la Lune à bord d'une machine s'apparentant à une fusée.